# First Band on the Moon
Az 1996-os First Band on the Moon a The Cardigans harmadik nagylemeze. Szerepel rajta a Lovefool nemzetközi kislemez. A lemez nagy áttörést hozott az együttesnek, mind Svédországban, mind a világ más részein. Amerikában ez a legnagyobb példányszámban elkelt albumuk. A First Band on the Moon szerepel az 1001 lemez, amit hallanod kell, mielőtt meghalsz című könyvben.

## Az album dalai
|     | Cím             | Szerző(k)                                             | Hossz |
| --- | --------------- | ----------------------------------------------------- | ----- |
| 1.  | Your New Cuckoo | Nina Persson, Peter Svensson                          | 3:57  |
| 2.  | Been It         | Persson, Svensson                                     | 4:06  |
| 3.  | Heartbreaker    | Persson, Svensson                                     | 3:42  |
| 4.  | Happy Meal II   | Lynette Koyana, Persson, Magnus Sveningsson, Svensson | 2:37  |
| 5.  | Never Recover   | Sveningsson, Svensson                                 | 3:21  |
| 6.  | Step on Me      | Sveningsson, Svensson                                 | 3:48  |
| 7.  | Lovefool        | Persson, Svensson                                     | 3:21  |
| 8.  | Losers          | Persson, Svensson                                     | 3:06  |
| 9.  | Iron Man        | Geezer Butler, Tony Iommi, Ozzy Osbourne, Bill Ward   | 4:20  |
| 10. | Great Divide    | Sveningsson, Svensson                                 | 3:17  |
| 11. | Choke           | Sveningsson, Svensson                                 | 3:26  |

## Közreműködők
- Peter Svensson – gitár, vokál
- Magnus Sveningsson – basszusgitár, vokál
- Bengt Lagerberg – dob, ütőhangszerek
- Lars-Olof Johansson – billentyűk, zongora
- Nina Persson – ének

## Fordítás
Ez a szócikk részben vagy egészben a First Band on the Moon című angol Wikipédia-szócikk ezen változatának fordításán alapul.  Az eredeti cikk szerkesztőit annak laptörténete sorolja fel. Ez a jelzés csupán a megfogalmazás eredetét és a szerzői jogokat jelzi, nem szolgál a cikkben szereplő információk forrásmegjelöléseként.